# ستيفان بولي
ستيفان بولي مواليد 25 يوليو 1983 في جنيف، هو لاعب كرة مضرب سويسري بدأ مسيرته كمحترف سنة 2002 يلعب باليد اليمنى ويحتل حالياً المرتبة رقم. 685 (14 يوليو2014) في تصنيف رابطة محترفي كرة المضرب. أعلى تصنيف له في الفردي كان المركز الـ 113 في سنة 2010.

## وصلات خارجية
- ستيفان بولي على موقع رابطة محترفي التنس (الإنجليزية)
- ستيفان بولي على موقع الاتحاد الدولي لكرة المضرب (الإنجليزية)
- ستيفان بولي على موقع كأس ديفيز (الإنجليزية)
- ستيفان بولي على موقع خلاصة التنس.كوم (الإنجليزية)

- الموقع الرسمي